# آویزه‌بند
در گیاه‌شناسی، بندی که رویان دانه را به جفت متصل می‌کند آویزه‌بند (انگلیسی: Suspensor) نامیده می‌شود.
آویزه‌بند یک ناحیهٔ رویانی تمایزیافتهٔ انتهایی است که رویان را طی مراحل ابتدایی تکوین دانه به بافت‌های اطراف متصل می‌کند. رویان‌های بیشتر گیاهان دانه‌دار دارای نواحی آویزی هستند، که گوناگونی اندازه و شکل وسیعی دارد و ساختارهای آویزه‌بند مانند در رویان‌های برخی گیاهان ابتدایی خشکی‌زی وجود دارد. 
آویزه‌بندها باستانی هستند و از نظر ریخت‌شناسی از ساختارهای رویانی دارای گوناگونی هستند.
گذشته از شکل یا اندازه، آویزه‌بند از سلول پایه‌ای پیش رویان دو سلولی مشتق می‌شود و پیش از آغاز بلوغ مناسب رویان و آغاز خفتگی دانه کاملاً تمایز یافته‌است (برای مثال تکوین آویزه‌بند لوبیای قرمز رونده). طی بلوغ دانه، آویزه‌بند تحت برنامهٔ مرگ سلولی قرار می‌گیرد و به دنبال جوانه‌زنی دانه، در تکوین نسل بعدی گیاه شرکت نمی‌کند.